# گرگ کوستیکیان
گرِگ کوستیکیان (انگلیسی: Greg Costikyan؛ زادهٔ ۲۲ ژوئیهٔ ۱۹۵۹) یک طراح بازی ویدئویی، نویسنده علمی-تخیلی ارمنی‌تبار اهل ایالات متحده آمریکا است.